# HD 148164
HD 148164 — одиночная звезда в созвездии Геркулеса на расстоянии приблизительно 252 световых лет (около 77,4 парсек) от Солнца. Видимая звёздная величина звезды — +8,21m. Возраст звезды определён как около 2,41 млрд лет.
Вокруг звезды обращается, как минимум, две планеты.

## Характеристики
HD 148164 — жёлто-белая звезда спектрального класса F8V, или F8. Масса — около 1,3 солнечной, радиус — около 1,425 солнечного, светимость — около 2,556 солнечной. Эффективная температура — около 5989 K.

## Планетная система
В 2018 году группой астрономов было объявлено об открытии планет HD 148164 b и HD 148164 c.
В 2019 году учёными, анализирующими данные проектов HIPPARCOS и Gaia, у звезды обнаружена планета HD 148164 d.